# Nicola Ivanoff
Nicola Ivanoff, nato Nikolaj Nikolaevič Ivanov, in russo Николай Николаевич Иванов? (San Pietroburgo, 24 marzo 1901 – Venezia, 21 dicembre 1977), è stato uno storico dell'arte russo naturalizzato italiano.

## Biografia
Nacque a San Pietroburgo, figlio del generale Nikolaj Maksimovič Ivanov e Nadežda Vasil'evna Katerinič. ambedue di origini aristocratiche. Quando scoppiò la rivoluzione russa la famiglia si trovava a Kiev. Abbandonata la città ucraina dopo la sconfitta delle formazioni zariste, riuscì a stabilirsi a Samobor in Croazia nel 1920. Da qui il giovane Nikolaj partì per Parigi per finire i suoi studi alla Sorbona. Il trasferimento gli fu garantito da una borsa di studio finanziata da un comitato americano cosa che gli consentì anche diversi viaggi di studio n Italia. Nel 1929 fu naturalizzato cittadino jugoslavo e ottenne l'impiego di bibliotecario universitario. Nel 1934 tornò in Francia, come lettore di serbo-croato all'università di Lione ma l'anno successivo si trasferì definitivamente a Venezia dove si sposò.
Nella nuova residenza italiana si specializzò nello studio della pittura del XVII e XVIII secolo ed iniziò a collaborare con riviste settoriali firmandosi col nome italianizzato in Nicola Ivanoff. Nel 1941 ottenne la cittadinanza italiana e per alcuni anni insegnò storia dell'arte al liceo Marco Foscarini. Nei successivi anni cinquanta fu chiamato a collaborare con la Fondazione Giorgio Cini dal direttore dell'Istituto di Storia dell’Arte Giuseppe Fiocco, un precursore degli studi sul barocco e del rococò. Nello stesso periodo curò le esposizioni di Francesco Maffei (1947) e Giuseppe Bazzani (1950).
Puntiglioso ricercatore contribuì da una parte a rivalutare e a far meglio conoscere pittori come appunto Maffei e Bazzani ma anche Sebastiano Mazzoni o Mattia Bortoloni e altri, dall'altra fu instancabile nella ricerca e nell'attribuzione di opere sottovalutate o ignorate. Si occupò anche particolarmente dei lavori a disegno e nel 1960, l'anno successivo alla sua pubblicazione sull'argomento, fu incaricato del CNR per la lunga ricerca sui disegni italiani nei musei minori francesi. Ricerca mai terminata per la sua repentina morte.

## Pubblicazioni principali
- Nicola Ivanoff, Francesco Maffei, Padova, Le Tre Venezie, 1947.
- Nicola Ivanoff, Bazzani, Mantova, EPT Mantova, 1950.
- Nicola Ivanoff: I seguaci del Bernini, (I maestri della scultura, n° 87), 1966.
- Nicola Ivanoff, Palladio, Milano, Club del libro, 1967.
- Nicola Ivanoff, I disegni italiani del Seicento: scuole veneta, lombarda, ligure, napoletana, Venezia, Sodalizio del libro, 1959.
- Nicola Ivanoff, Maestri veneti del Seicento, Firenze, Alinari, 1977.
- Tommaso Temanza, Zibaldon, a cura di Nicola Ivanoff, Roma, Istituto per la collaborazione culturale, 1963.

Inoltre ha contribuito a pubblicazioni collettive o curate da altri autori, ha pubblicato saggi in varie riviste specializzate italiane (Critica d'arte, Arte Veneta, Saggi e memorie di storia dell'arte, Emporium, Paragone, Bollettino d'arte del Ministero della Pubblica istruzione, Atti dell'istituto veneto di scienze, lettere ed arti, Atti e Memorie dell'Ateneo Veneto, Arte antica e moderna, Arte lombarda, Commentari, Bollettino del Centro internazionale di studi di architettura Andrea Palladio, etc.) e francesi (Humanisme et Renaissance, Gazette des beaux arts, Bulletin des musées lyonnais, Bulletin de la Societe de l'histoire de l'art français, Revue des etudes italiennes, Phoebus, Revue d'esthétique, L'Information d'histoire de l'art, La revue du Louvre et des musees de France), infine fu autore di diverse voci nel Dizionario Biografico degli Italiani.